# RideLondon Classique 2024
La RideLondon Classique 2024 (nome ufficiale 2024 RideLondon Classique), decima edizione della gara, valevole come diciannovesimo evento dell'UCI Women's World Tour 2024, si svolse dal 24 al 26 maggio 2024 su un percorso 393 km, suddiviso in 3 tappe, con partenza da Saffron Walden ed arrivo a Londra nel Regno Unito. La vittoria fu appannaggio dell'olandese Lorena Wiebes, che completò il percorso in 9h48'03", precedendo la connazionale Charlotte Kool e la belga Lotte Kopecky.
Sul traguardo di Londra 102 cicliste, su 117 partite da Saffron Walden, portarono a termine la competizione.

## Tappe
| Tappa  | Data      | Percorso                       | km    | Vincitore di tappa | Leader cl. generale |
| ------ | --------- | ------------------------------ | ----- | ------------------ | ------------------- |
| 1ª     | 24 maggio | Villars-sur-Ollon > Colchester | 159,2 | Lorena Wiebes      | Lorena Wiebes       |
| 2ª     | 25 maggio | Maldon > Maldon                | 142,6 | Lorena Wiebes      | Lorena Wiebes       |
| 3ª     | 26 maggio | Londra > Londra                | 91,2  | Lorena Wiebes      | Lorena Wiebes       |
| Totale | Totale    | Totale                         | 393   |                    |                     |

## Squadre e cicliste partecipanti
| N.    | Cod. | Squadra                        |
| ----- | ---- | ------------------------------ |
| 1-6   | DFP  | Team DSM-Firmenich PostNL      |
| 11-16 | AGS  | AG Insurance-Soudal Team       |
| 21-26 | CSR  | Canyon-SRAM Racing             |
| 31-36 | WNT  | Ceratizit-WNT Pro Cycling Team |
| 41-46 | HPH  | Human Powered Health           |
| 51-56 | LTK  | Lidl-Trek                      |
| 61-66 | LAJ  | Liv AlUla Jayco                |
| 71-76 | SDW  | Team SD Worx-Protime           |
| 81-86 | UAD  | UAE Team ADQ                   |
| 91-96 | UXM  | Uno-X Mobility                 |

| N.      | Cod. | Squadra                        |
| ------- | ---- | ------------------------------ |
| 101-106 | TVL  | Team Visma-Lease a Bike        |
| 111-116 | ARA  | ARA Skip Capital               |
| 121-126 | BPK  | BePink-Bongioanni              |
| 131-136 | HPU  | Team Coop-Repsol               |
| 141-146 | DAS  | DAS-Hutchinson-Brother-UK      |
| 151-156 | AWO  | Doltcini O'Shea                |
| 161-166 | LPW  | Lifeplus Wahoo                 |
| 171-176 | AUB  | St Michel-Mavic-Auber93        |
| 181-186 | TOR  | Torelli                        |
| 191-196 | VWT  | VolkerWessels Pro Cycling Team |

## Dettagli delle tappe

### 1ª tappa
- 24 maggio: Villars-sur-Ollon > Colchester – 159,2 km

Risultati
| Pos. | Corridore           | Squadra   | Tempo    |
| ---- | ------------------- | --------- | -------- |
| 1    | Lorena Wiebes       | SD Worx   | 4h06'27" |
| 2    | Letizia Paternoster | Liv AlUla | s.t.     |
| 3    | Clara Copponi       | Lidl-Trek | s.t.     |

| Pos. | Corridore           | Squadra   | Tempo    |
| ---- | ------------------- | --------- | -------- |
| 1    | Lorena Wiebes       | SD Worx   | 4h06'16" |
| 2    | Letizia Paternoster | Liv AlUla | a 5"     |
| 3    | Clara Copponi       | Lidl-Trek | a 7"     |

### 2ª tappa
- 25 maggio: Maldon > Maldon – 142,6 km

Risultati
| Pos. | Corridore      | Squadra | Tempo    |
| ---- | -------------- | ------- | -------- |
| 1    | Lorena Wiebes  | SD Worx | 3h33'26" |
| 2    | Charlotte Kool | DSM     | s.t.     |
| 3    | Lotte Kopecky  | SD Worx | s.t.     |

| Pos. | Corridore           | Squadra   | Tempo    |
| ---- | ------------------- | --------- | -------- |
| 1    | Lorena Wiebes       | SD Worx   | 7h39'26" |
| 2    | Lotte Kopecky       | SD Worx   | a 20"    |
| 3    | Letizia Paternoster | Liv AlUla | a 21"    |

### 3ª tappa
- 26 maggio: Londra > Londra – 91,2 km

Risultati
| Pos. | Corridore      | Squadra | Tempo    |
| ---- | -------------- | ------- | -------- |
| 1    | Lorena Wiebes  | SD Worx | 2h08'47" |
| 2    | Charlotte Kool | DSM     | s.t.     |
| 3    | Lotte Kopecky  | SD Worx | s.t.     |

| Pos. | Corridore      | Squadra | Tempo    |
| ---- | -------------- | ------- | -------- |
| 1    | Lorena Wiebes  | SD Worx | 9h48'03" |
| 2    | Charlotte Kool | DSM     | a 25"    |
| 3    | Lotte Kopecky  | SD Worx | a 26"    |

## Classifiche finali

### Classifica generale (Top 10)
| Pos. | Corridore              | Squadra   | Tempo    |
| ---- | ---------------------- | --------- | -------- |
| 1    | Lorena Wiebes          | SD Worx   | 9h48'03" |
| 2    | Charlotte Kool         | DSM       | a 25"    |
| 3    | Lotte Kopecky          | SD Worx   | a 26"    |
| 4    | Letizia Paternoster    | Liv AlUla | s.t.     |
| 5    | Clara Copponi          | Lidl-Trek | a 30"    |
| 6    | Soraya Paladin         | Canyon    | a 32"    |
| 7    | Ally Wollaston         | AG-Soudal | a 34"    |
| 8    | Eleonora Gasparrini    | UAE       | a 35"    |
| 9    | Roxane Fournier        | St Michel | a 37"    |
| 10   | M. Giulia Confalonieri | Uno-X     | s.t.     |

### Classifica a punti (top 5)
| Pos. | Corridore           | Squadra   | Tempo |
| ---- | ------------------- | --------- | ----- |
| 1    | Lorena Wiebes       | SD Worx   | 48    |
| 2    | Charlotte Kool      | DSM       | 30    |
| 3    | Letizia Paternoster | Liv AlUla | 27    |
| 4    | Lotte Kopecky       | SD Worx   | 22    |
| 5    | Clara Copponi       | Lidl-Trek | 19    |

### Classifica scalatrici (top 5)
| Pos. | Corridore          | Squadra   | Tempo |
| ---- | ------------------ | --------- | ----- |
| 1    | Rebecca Koerner    | Uno-X     | 9     |
| 2    | Lorena Wiebes      | SD Worx   | 7     |
| 3    | Lea Lin Teutenberg | Ceratizit | 6     |
| 4    | Soraya Paladin     | Canyon    | 5     |
| 5    | Lotte Kopecky      | SD Worx   | 3     |

### Classifica giovani - Maglia bianca (top 5)
| Pos. | Corridore           | Squadra  | Tempo    |
| ---- | ------------------- | -------- | -------- |
| 1    | Eleonora Gasparrini | UAE      | 9h48'38" |
| 2    | Linda Riedmann      | Visma    | a 6"     |
| 3    | Kristýna Burlová    | Lifeplus | a 10"    |
| 4    | Lucinda Stewart     | ARA      | s.t.     |
| 5    | Andrea Casagranda   | BePink   | s.t.     |

### Classifica a squadre
| Pos. | Squadra                        | Tempo     |
| ---- | ------------------------------ | --------- |
| 1    | Ceratizit-WNT Pro Cycling Team | 29h26'12" |
| 2    | Canyon-SRAM Racing             | s.t.      |
| 3    | St Michel-Mavic-Auber93        | a 4"      |
| 4    | Lidl-Trek                      | a 9"      |
| 5    | Uno-X Mobility                 | a 29"     |